# Barraux
Barraux är en kommun i departementet Isère i regionen Auvergne-Rhône-Alpes i sydöstra Frankrike. Kommunen ligger i kantonen Le Touvet som tillhör arrondissementet Grenoble. År 2022 hade Barraux 2 002 invånare.

## Befolkningsutveckling
Antalet invånare i kommunen Barraux
Referens:INSEE